# Denali Highway
Pour les articles homonymes, voir Denali (homonymie).
Denali Highway ou Alaska Route 8, est une route non goudronnée d'Alaska aux États-Unis qui commence à Paxson, sur la Richardson Highway et se termine à Cantwell sur la George Parks Highway.
Ouverte en 1957, elle a été la première route d'accès au Parc national Denali. Depuis 1971, l'entrée principale du parc se trouve sur la George Parks Highway. Elle fait 217 km de long.

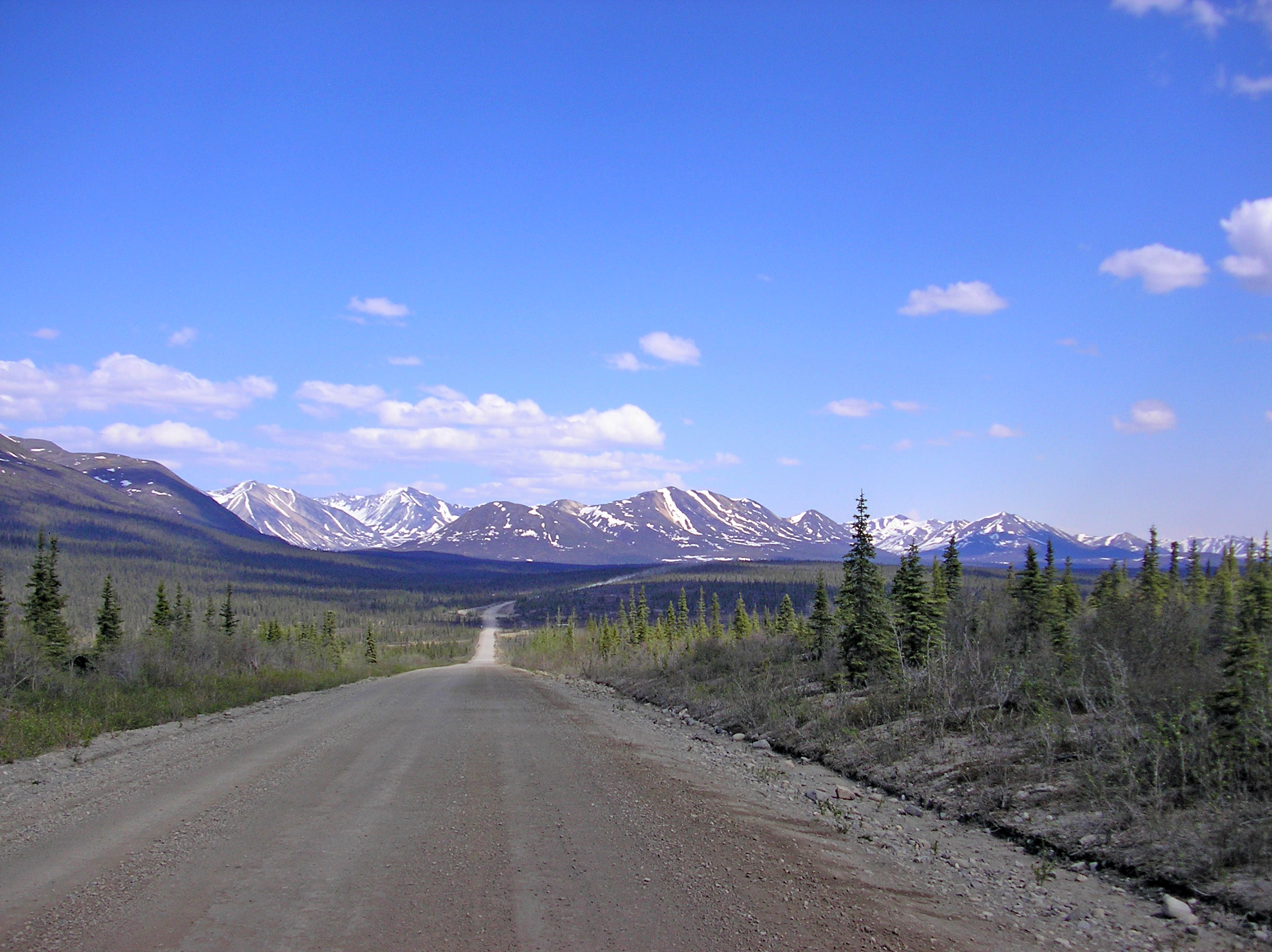
Denali Highway en été

En allant vers l'ouest, la Denali Highway quitte la Richardson Highway à Paxson et passe au pied des collines centrales de la Chaîne d'Alaska. Les premiers 34 km seulement sont goudronnés. Elle croise la Copper River, la Tanana River et la rivière Susitna et offre de très belles vues sur le mont Hayes, le mont Hess et le mont Deborah. Par temps clair, on peut distinguer les Montagnes Wrangell, les Montagnes Chugach et les sommets de la Chaîne d'Alaska.

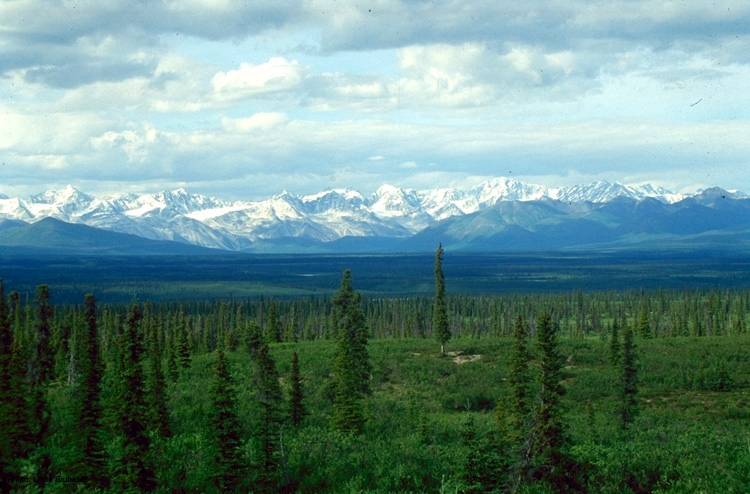
Vue sur la Chaîne d'Alaska depuis Denali Highway

Cette route non goudronnée dans la plus grande partie de son trajet ne traverse pas d'agglomération entre Paxson et Cantwell et n'offre pas de possibilité d'hébergement ou de ravitaillement, hormis quelques campings rudimentaires. Elle offre par contre l'accès à de nombreux sentiers de randonnée et à des points de départs d'excursions pédestres ou nautiques, ainsi qu'à des lieux d'observation de la vie animale sauvage.

## Voir aussi

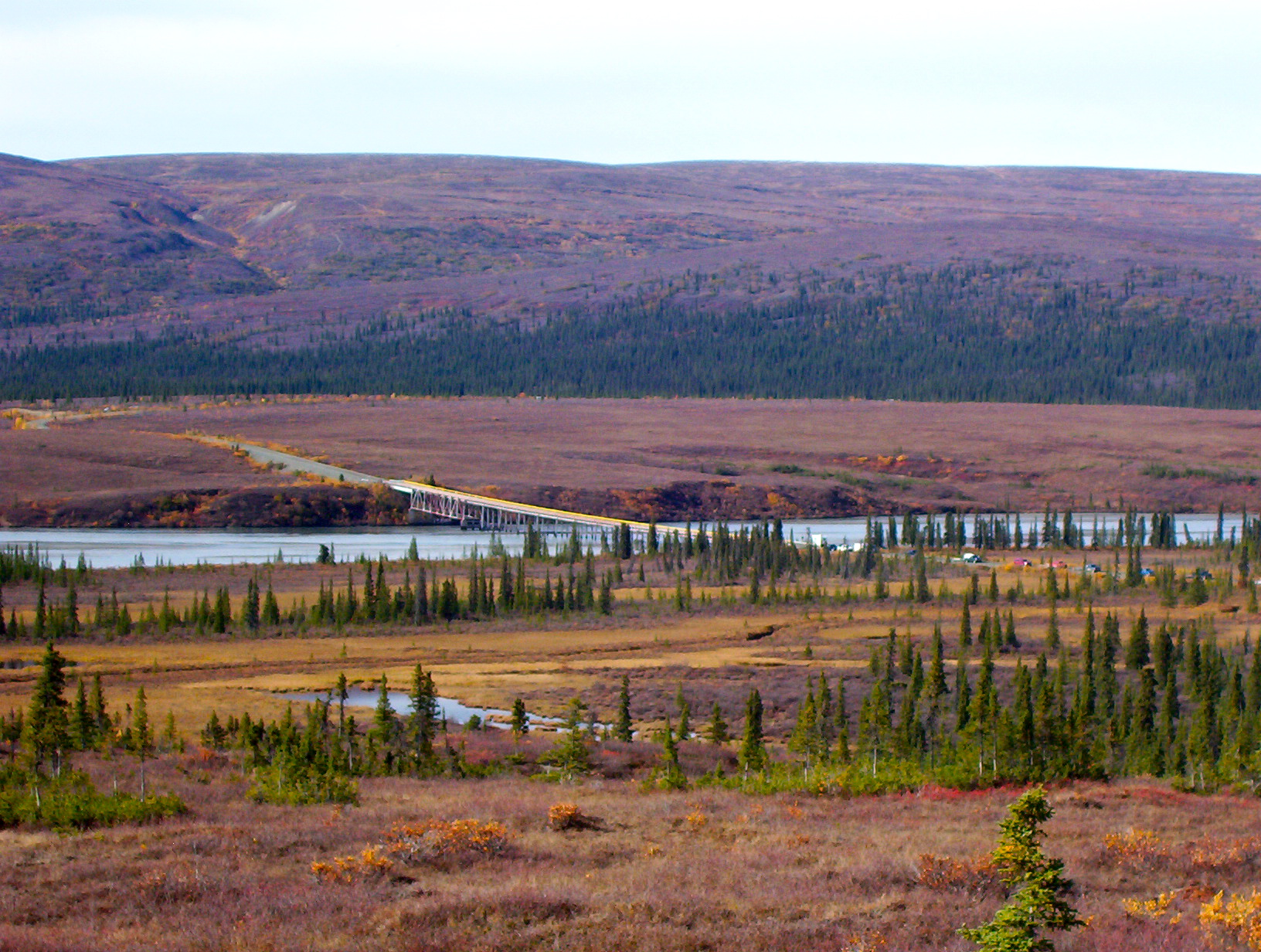
Susitna Bridge
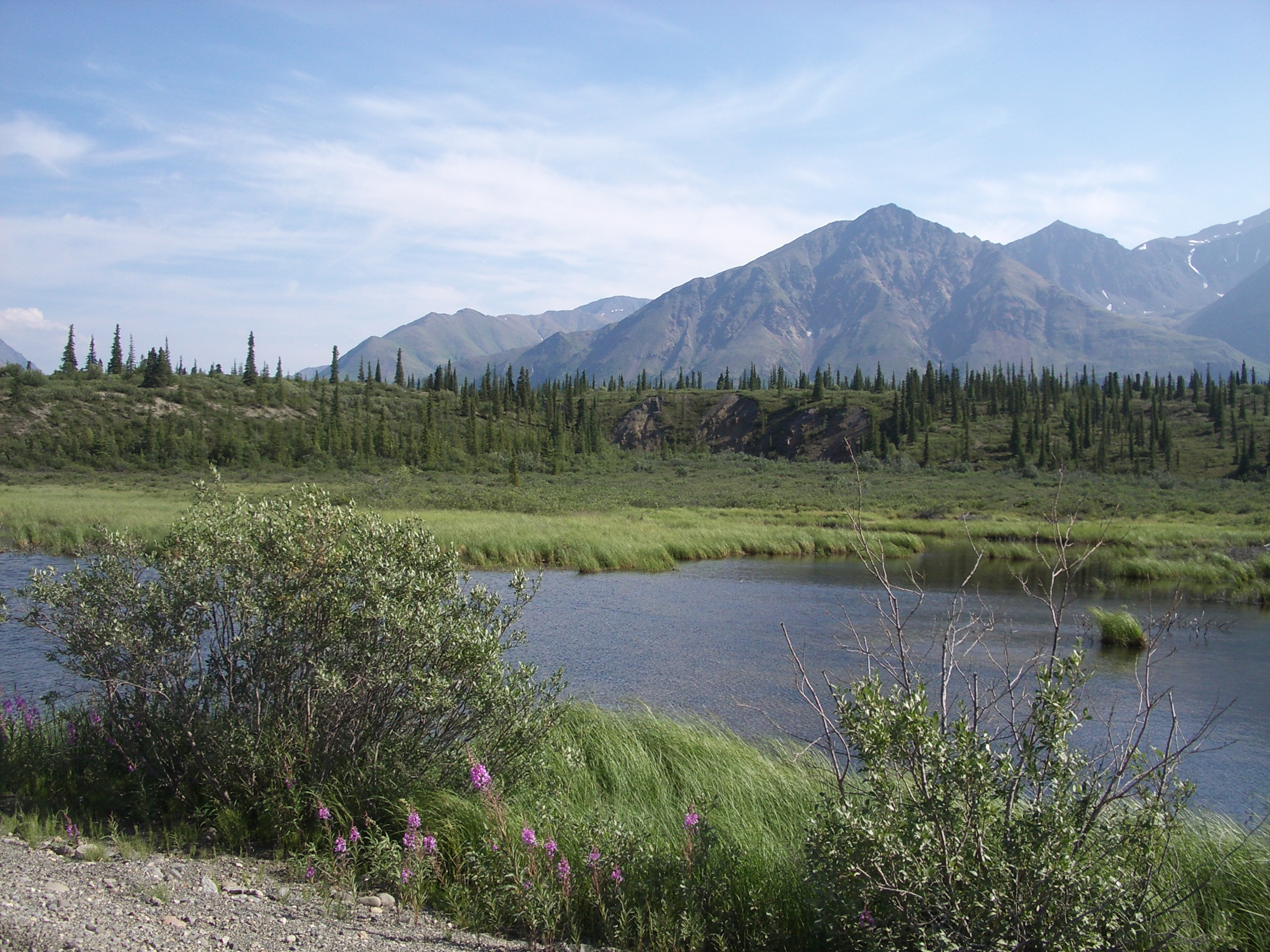
Sur le bord de Denali Higway près de Cantwell
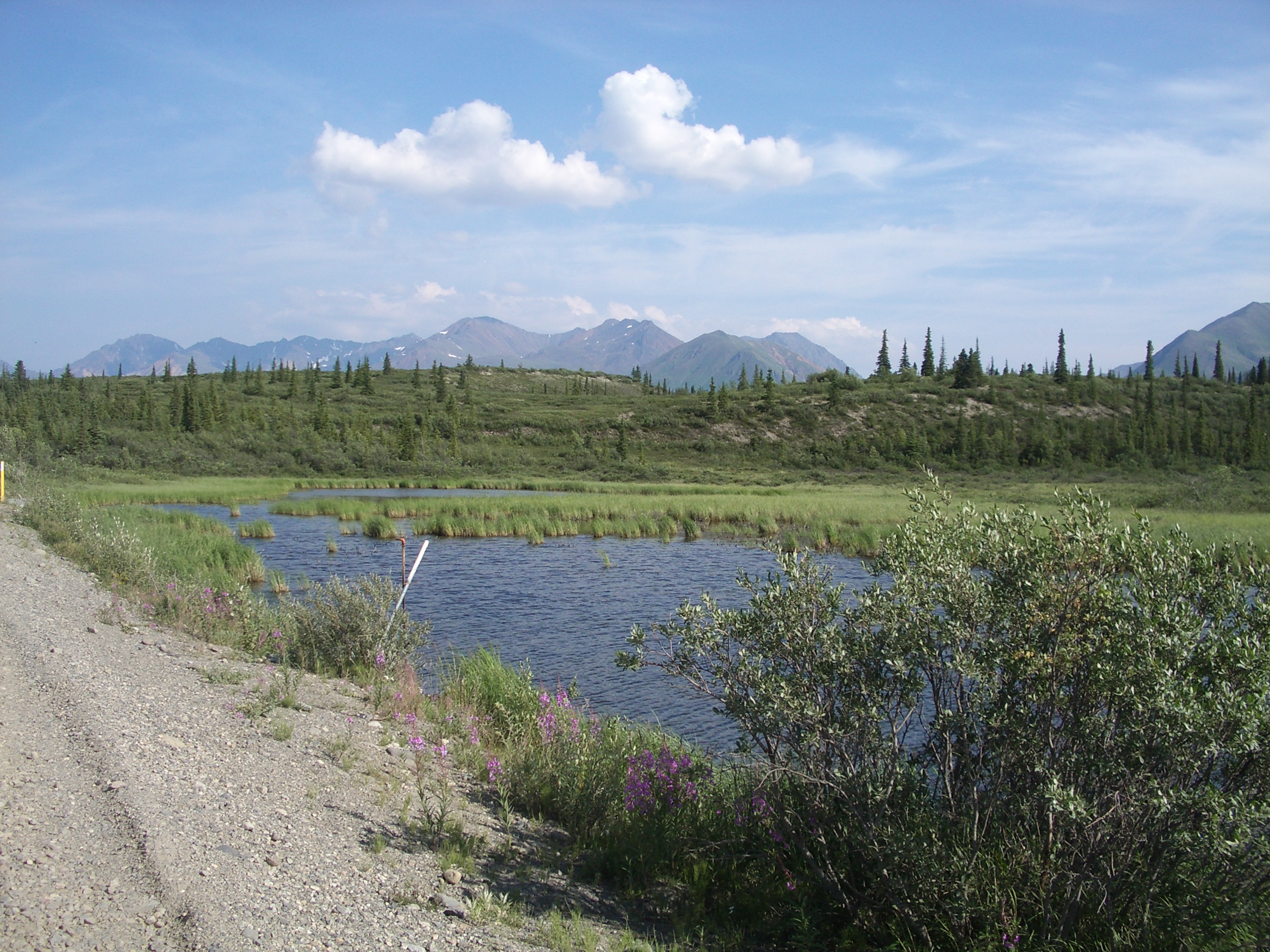
Le long de Denali Highway